# Девдоракский ледник
Девдора́кский ледни́к (осет. Дæвдæрæджы цъити), или Девдора́ки (груз. დევდარაკი) — долинный ледник на Большом Кавказе, расположенный на северо-восточном склоне Казбека, вблизи Военно-Грузинской дороги. Находится, главным образом, в пределах Казбегского муниципалитета Грузии на государственной границе с Россией. Небольшая часть в верховьях ледника относится к территории Российской Федерации. В длину достигает 7,2 км, в ширину 300 м, площадь ледового покрова составляет 4,1 км². Нижний край ледника находится на высоте 2257 м. Принадлежит к числу активных ледников, известен мощными обвалами (сёрджами).

## Описание

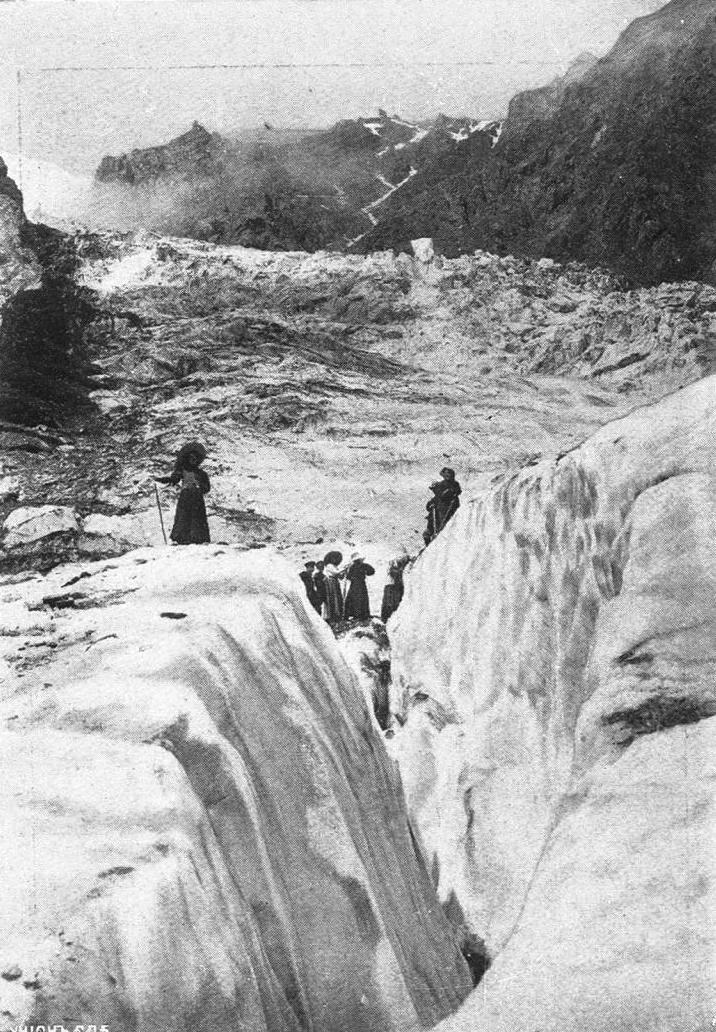
Трещина на поверхности ледника (фотография 1913 года)

В рамках Кавказских гор Девдоракский ледник уступает размерами другим, однако среди ледников, покрывающих Казбек, он является самым большим. Источником его питания выступают фирновые поля, расположенные к северу от горной вершины. Ледник составлен тремя ответвлениями, которые начинаются близко друг от друга. Самое крупное из них, северное, в длину превышает 1 км, а в ширину достигает 320 м. Основная часть ледника (без фирновых полей) вытянута с запада на восток примерно на 1700 м, при этом имея ширину до 400 м. Уклон верхней части ледяного щита достигает 50°, нижней — 23°. Поверхность Девдоракского ледника так сильно пересечена трещинами и ледопадами, что во многих местах является непроходимой. Кроме того, его нижнюю часть покрывает морена, материал которой составляют камни среднего размера, между которыми встречаются обломки величиной 8—10 м. Нижний край ледника образует узкий и крутой язык, с которого всё время падают камни.
Девдоракский ледник даёт начало реке Амилишка (от ингуш. Ӏамильгашкар-хий — «вода, вытекающая из маленьких озёр»), которая сливается с рекой Чач (ингуш. ЧӀач-хий), вытекающей из Чачского ледника (ингуш. Чач-корт). От слияния река называется Кабахи (ингуш. Каба-хий), она является левым притоком реки Терек. В долине Амилишки находят приют кавказские козлы. Также около ледника находится Дарьяльское ущелье, которое издавна является северным форпостом на границе между Грузией, Ингушетией и Северной Осетией. Через неё проложена Военно-Грузинская дорога. Сам ледник известен как туристический объект, являясь местом для занятия альпинизмом.

## Обвалы

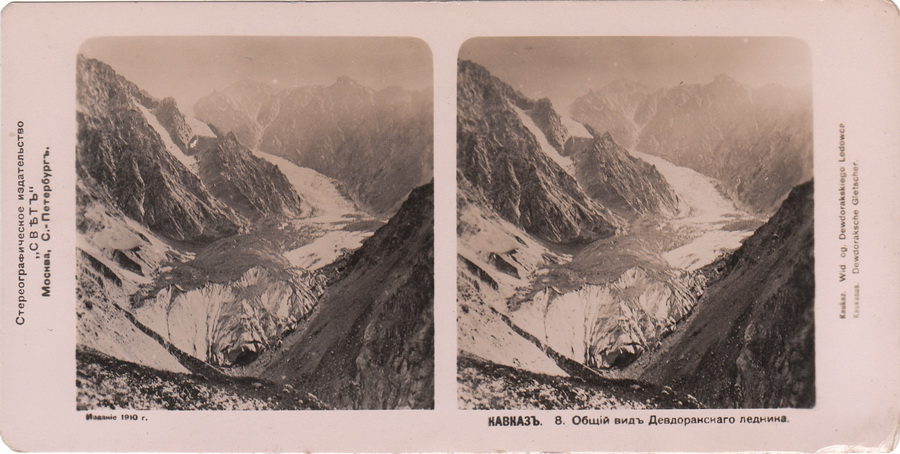
Общий вид ледника. 1910 год

Девдоракский ледник известен сёрджами — обвалами льда и сдвинутого им грунта, которые периодически перекрывают движение по Военно-Грузинской дороге. Начиная с 19 века, они имеют специальное наименование — «Казбекские завалы». Первый достоверно зафиксированный обвал произошёл в 1776 году: «Завал 18 июня 1776 г. был очень велик и на 3 дня запрудил Терек, а потом, когда он прорвал ледяную дамбу, многие деревни или аулы были затоплены водой. Такому затоплению подверглись даже те из них, которые находились на высоте 250 футов над уровнем Терека». Затем крупные завалы происходили в 1778, 1785, 1808, 1817 и 1832 годах, причём последний отличался грандиозным масштабом. 13 августа 1832 года в 4 часа утра огромная масса льда и камней упала в ущелье, образовав завал длиной 2 км и высотой 100 м. Эта естественная дамба на три дня перекрыла течение Терека. Движение по Военно-Грузинской дороге удалось восстановить только через два года, а вся масса льда растаяла только через семь лет. После него происходили и другие сдвиги. Последний крупный обвал состоялся 17 мая 2014 года, когда Терек перекрыли 5 000 000 кубометров льда и камней (высота завала составляла 15—20 м), в результате чего была подтоплена Военно-Грузинская дорога и повреждён магистральный газопровод международного значения.
Гляциологи выдвигают различные гипотезы относительно таких сдвигов. Замечено, что ледник проявляет активность периодически, поэтому его называют пульсирующим. По одной версии, причиной обвалов может быть природное неравномерное движение различных слоёв ледника. По другой, причиной обвалов является донное таяние, вызванное нагревом подстилающих горных пород магмой, находящейся на глубине. Казбек входит в число «спящих» стратовулканов, в последнее время наблюдается его медленная активизация.